# Mélèze Bouzid
Mélèze Bouzid, née le 30 juin 1991 à Paris, est une actrice française d'origine algéro-marocaine.

## Filmographie

### Télévision
- 2003 : Le Voyage de Louisa (téléfilm) de Patrick Volson
- 2005 : Docteur Dassin (téléfilm) d'Olivier Langlois
- 2009 : Les Bleus (téléfilm) de Stéphane Clavier
- 2013-2017 : Cherif (série télévisée) de Laurent Scalese et Lionel Olenga – Sarah Cherif
- 2015 : Alice Nevers: Le juge est une femme (saison 13, épisode 2) – Samia Laoufi

### Cinéma
- 2005 : La Graine et le Mulet d'Abdelatif Kechiche
- 2008 : La Journée de la jupe de Jean-Paul Lilienfeld
- 2009 : L'Immortel de Richard Berry
- 2010 : Mon père est femme de ménage de Saphia Azzeddine
- 2013 : Né quelque part de Mohamed Hamidi

## Distinctions
- 2004 : Révélation et découverte pour Le Voyage de Louisa de Patrick Volson au Festival de la fiction TV de Saint-Tropez[1]